# Persone di nome Maurizio/Politici
| Questa pagina contiene informazioni ricavate automaticamente dalle voci biografiche con l'ausilio del template Bio e di un bot. L'aggiornamento è periodico e automatico e ricostruisce completamente la pagina. Se manca una persona in questa lista, sei pregato di non aggiungerla, ma accertati piuttosto che la sua voce biografica contenga il template Bio e che i dati anagrafici siano correttamente compilati. Se il template Bio manca, inseriscilo tu stesso o, in alternativa, metti l'avviso {{tmp\|Bio}} che ne segnala la mancanza. Se i dati riportati sono sbagliati, correggi direttamente la voce biografica; le modifiche saranno visibili in questa lista entro pochi giorni. Per chiarimenti vedi il progetto antroponimi. La lista contiene solo le 55 persone che sono citate nell'enciclopedia e per le quali è stato implementato correttamente il template Bio. Pagina aggiornata al 22 giu 2025. |

Questa è una lista di persone presenti nell'enciclopedia che hanno il nome Maurizio e sono politici.

## A(1)
- Maurizio Acerbo, politico italiano (Pescara, n. 1965)

## B(7)
- Maurizio Bacchin, politico italiano (Mira, n. 1950 - Marano Veneziano, † 1993)
- Maurizio Balocchi, politico italiano (Firenze, n. 1942 - Roma, † 2010)
- Maurizio Baradello, politico italiano (Torino, n. 1960 - Torino, † 2017)
- Maurizio Bernardo, politico italiano (Palermo, n. 1963)
- Maurizio Bianconi, politico italiano (Arezzo, n. 1946)
- Maurizio Brucchi, politico italiano (Teramo, n. 1961)
- Maurizio Buccarella, politico italiano (Lecce, n. 1964)

## C(9)
- Maurizio Calvi, politico italiano (Brindisi, n. 1936)
- Maurizio Campari, politico italiano (Parma, n. 1974)
- Maurizio Carrara, politico italiano (Firenze, n. 1974)
- Maurizio Casasco, politico italiano (Rivanazzano Terme, n. 1954)
- Maurizio Castro, politico italiano (Cavasso Nuovo, n. 1954)
- Maurizio Cattoi, politico italiano (Bressanone, n. 1955)
- Maurizio Cenni, politico e sindacalista italiano (Siena, n. 1955)
- Maurizio Cevenini, politico italiano (Bologna, n. 1954 - Bologna, † 2012)
- Maurizio Creuso, politico italiano (Boara Pisani, n. 1943 - † 2023)

## D(3)
- Maurizio d'Alberti della Briga, politico e generale italiano (Briga Marittima, n. 1804 - Briga Marittima, † 1887)
- Maurizio Del Tenno, politico italiano (Sondrio, n. 1973)
- Maurizio Dipietro, politico italiano (Enna, n. 1963)

## E(1)
- Maurizio Eufemi, politico italiano (Roma, n. 1948)

## F(3)
- Maurizio Farina, politico italiano (Rivarolo Canavese, n. 1804 - Torino, † 1886)
- Maurizio Fontanili, politico italiano (Reggiolo, n. 1937)
- Maurizio Fugatti, politico italiano (Bussolengo, n. 1972)

## G(3)
- Maurizio Gambini, politico italiano (Urbino, n. 1960)
- Maurizio Gasparri, politico e giornalista italiano (Roma, n. 1956)
- Maurizio Grassano, politico italiano (Alessandria, n. 1962)

## I(1)
- Maurizio Iapicca, politico italiano (Napoli, n. 1940)

## L(3)
- Maurizio Leo, politico italiano (Roma, n. 1955)
- Maurizio Lotti, politico italiano (Poggio Rusco, n. 1940 - Pieve di Coriano, † 2014)
- Maurizio Lupi, politico italiano (Milano, n. 1959)

## M(7)
- Maurizio Mansutti, politico e avvocato italiano (Latina, n. 1955)
- Maurizio Maraviglia, politico italiano (Paola, n. 1878 - Roma, † 1955)
- Maurizio Martina, politico italiano (Calcinate, n. 1978)
- Maurizio Menegon, politico italiano (Venezia, n. 1945 - Milano, † 2004)
- Maurizio Mesoraca, politico italiano (Catanzaro, n. 1944)
- Maurizio Migliavacca, politico italiano (Fiorenzuola d'Arda, n. 1951)
- Maurizio Monti, politico italiano (Como, n. 1911 - † 1983)

## N(1)
- Maurizio Noci, politico italiano (Crema, n. 1937 - Crema, † 2019)

## P(4)
- Maurizio Pagani, politico italiano (Milano, n. 1936 - Novara, † 2014)
- Maurizio Paladini, politico italiano (Montefiorino, n. 1947)
- Maurizio Pieroni, politico italiano (Senigallia, n. 1951 - Roma, † 2020)
- Marcello Pittella, politico italiano (Lauria, n. 1962)

## R(4)
- Maurizio Rasero, politico italiano (Asti, n. 1973)
- Maurizio Rattini, politico sammarinese (Città di San Marino, n. 1949)
- Maurizio Romani, politico italiano (Castel San Niccolò, n. 1954)
- Maurizio Ronconi, politico italiano (Spello, n. 1953)

## S(3)
- Maurizio Sabatini, politico italiano (Roma, n. 1947 - † 2017)
- Maurizio Sacconi, politico italiano (Conegliano, n. 1950)
- Maurizio Saia, politico italiano (Padova, n. 1958)

## T(2)
- Maurizio Tremul, politico sloveno (Capodistria, n. 1962)
- Maurizio Turco, politico italiano (Taranto, n. 1960)

## V(2)
- Maurizio Valenzi, politico italiano (Tunisi, n. 1909 - Acerra, † 2009)
- Maurizio Vigiani, politico italiano (Borgo San Lorenzo, n. 1905 - Firenze, † 1975)

## Z(1)
- Maurizio Zipponi, politico e sindacalista italiano (Brescia, n. 1955)